# UniMás
UniMás est un réseau de télévision américain en langue espagnole dont le siège est basé à Miami en Floride. Il est la propriété du groupe TelevisaUnivision, basé lui à Los Angeles. Il est diffusé aux États-Unis par voie hertzienne ainsi qu'au Mexique.

## Historique

### TeleFutura (2002-2013)

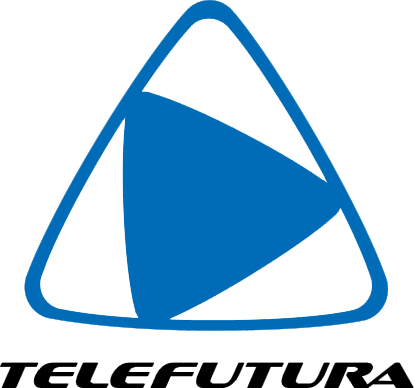
Logo de TeleFutura de 2002 à 2013

Le réseau Telefutura est d'abord né au sein de USA Network sous le nom USA Broadcasting et compta en 2000, 13 stations de télévision et des intérêts dans 4 autres.
En l'an 2000, USA Network se voit dans l'obligation de se restructurer totalement. La société revend la plupart de ses filiales dès décembre et surtout durant l'année 2001.
En décembre 2000, Univision Communications se porte acquéreur d'USA Broadcasting pour 1,1 milliard de $. Elle le renomme TeleFutura Network et décide de le conserver comme un second réseau différent de Television Univision Network.
Le 14 janvier 2002, la chaîne est réoganisée avec des programmes en espagnol en continu. Univision lance cette offre un mois avant le lancement, par son concurrent Telemundo, le chaîne bilingue mun2. La chaîne propose dès lors des programmes tels que :
- des telenovelas vénézuélienne de Coral Productions et RCTV
- des jeux de Televisa et Venevision
- des films américains récents doublés en espagnol

Fin 2005, TeleFutura lance un programme d'actualités en direct diffusé à 19h qui a été repris par le réseau Galavisión (aussi du groupe Univision) pour remplacer leur journal auparavant préenregistré à 16h.
En février 2006, Univision la maison mère de TeleFutura a confirmé qu'elle recherchait un repreneur. Tribune Company s'est proposé pour acheter uniquement TeleFutura tandis que d'autres groupes (Rupert Murdoch, Disney, Bill Gates) seraient intéressés pour acheter l'ensemble.

### UniMás (depuis 2013)
Le 3 décembre 2012, Univision Communications annonce un changement de dénomination pour TeleFutura qui devient UniMás le 7 janvier 2013. Sa programmation reprend ceux de Caracol Televisión, de RTI Producciones et de Televisa ainsi que des contenus sportifs.

## Stations
1. New York : WFUT-DT
2. Los Angeles : KFTR-DT
3. Chicago : WXFT-DT
4. Philadelphie : WUVP-DT2
5. Dallas : KSTR-DT
6. San Francisco : KFSF-DT
7. Boston : WUTF-DT
8. Atlanta : WUVG-DT2
9. Washington D.C. : WMDO-CA
10. Houston : KFTH-DT
11. Détroit : (aucun)
12. Phoenix : KFPH-DT
13. Tampa : WFTT-DT
14. Seattle : (aucun)
15. Minneapolis : (aucun)
16. Denver : KTFD-DT
17. Miami : WAMI-DT
18. Cleveland : (aucun)
19. Orlando : WOTF-DT
20. Sacramento : KTFK-DT